# Ratusz w Mrągowie
Ratusz miejski w Mrągowie – budynek położony w Mrągowie przy ulicy Ratuszowej, między Placem Kajki a Małym Rynkiem. Został wybudowany w latach 1824-25 z inicjatywy ówczesnego burmistrza Mrągowa Bogumiła Drobnickiego. 
Jest budowlą wzniesioną w stylu klasycyzującym założoną na planie prostokąta, dwukondygnacyjną, podpiwniczoną z użytkowym poddaszem, pokrytym naczółkowym dachem. Pośrodku kalenicy dachowej mieści się późniejsza, pochodząca z 1908 roku, neobarokowa wieżyczka. Czworoboczna sygnaturka z czterema tarczami zegarowymi, zwieńczona jest hełmem, z osadzoną na szczycie iglicą z metalową chorągiewką.

## Historia
Pierwotny ratusz wzniesiono prawdopodobnie w XV w. jednak spłonął 24 czerwca 1698 podczas pożaru miasta, razem z nim spłonęło 130 budynków. W trakcie odbudowy budynków zaniechano odtworzenia gmachu ratusza tłumacząc ten fakt brakiem funduszy. Obrady rady miasta odbywały się w wynajmowanej izbie sesyjnej, a urzędnicy pracowali w niewielkiej kamienicy posiadającej wieżyczkę z zegarem. Około 1780 stan techniczny tego budynku sprawił, że poddano go rozbiórce, a zegar przeniesiono na wieżę kościoła ewangelickiego. Kolejny raz zabudowa miasta spłonęła w nocy z 23 na 24 marca 1822, tym razem zaplanowano całkowitą przebudowę układu zabudowy. 
Decyzję o budowie nowego ratusza podjęto 4 lipca 1822, uroczystego poświęcenia kamienia węgielnego dokonano 3 sierpnia 1822 r. Na budowę przekazano miastu 2000 talarów, 1000 talarów ofiarowała wdowa po mistrzu garncarstwa Maria Popek. Brakującą kwotę 2000 talarów na budowę przeznaczył miastu Sąd Krajowy z Wystruci, w zamian zagwarantowano, że wybudowano gmachu poza władzami miasta ulokowany zostanie Urząd Sądowy i Sąd Miejski. Po trzech latach budowy 3 sierpnia 1825 budynek oddano uroczyście do użytku. W połowie lat 50. XIX wieku przebudowano śluzę młyna w Młynowie, co spowodowało obniżenie lustra wody w Jeziorze Czos, a to spowodowało pękanie ścian budynku. Ustalono wówczas, że grunt pod ratuszem zawiera pokłady torfowe. Fundamenty ustabilizowano, a na ścianach założono metalowe klamry. W 1898 przy ulicy Królewieckiej wzniesiono nowy gmach sądów, które wyprowadziły się z ratusza. Wówczas Zarząd Miejski zajął swe dawne pomieszczenia. W latach 1906–1908 budynek został gruntownie przebudowany.
Obecnie w ratuszu mieści się Muzeum Ziemi Mrągowskiej i Urząd Stanu Cywilnego. W latach 90. XX wieku został przeprowadzony generalny remont.

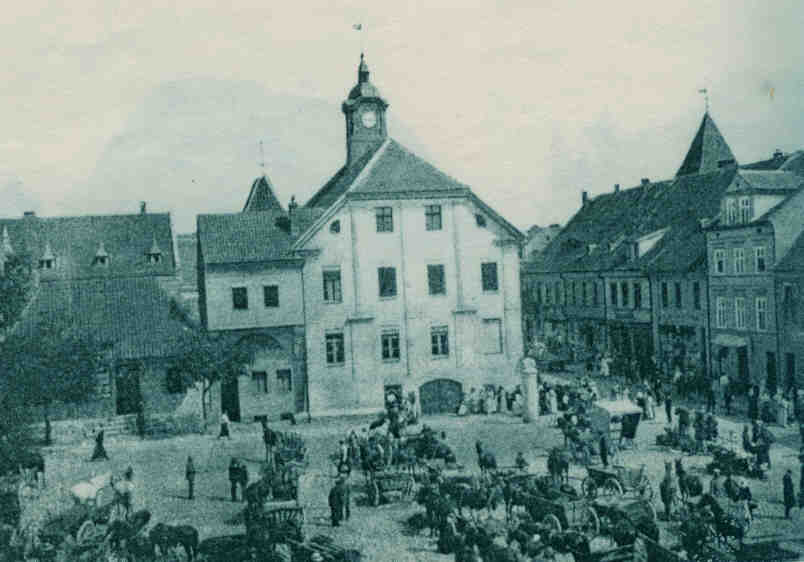
Ratusz przed wojną
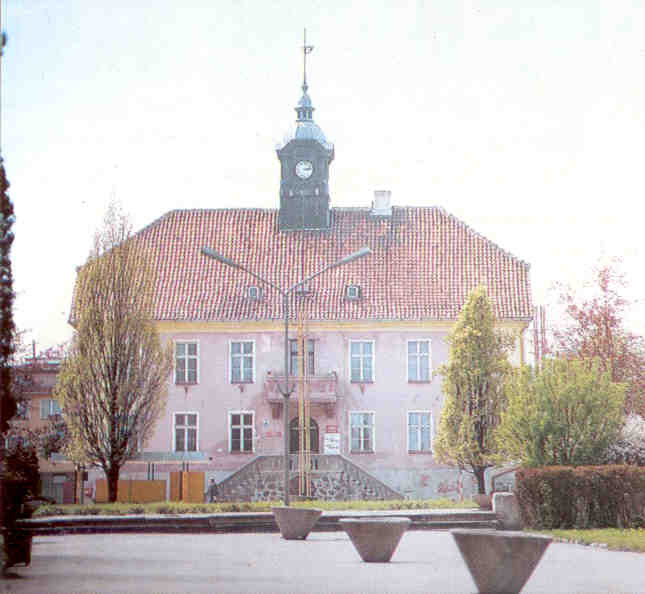
Ratusz przed renowacją
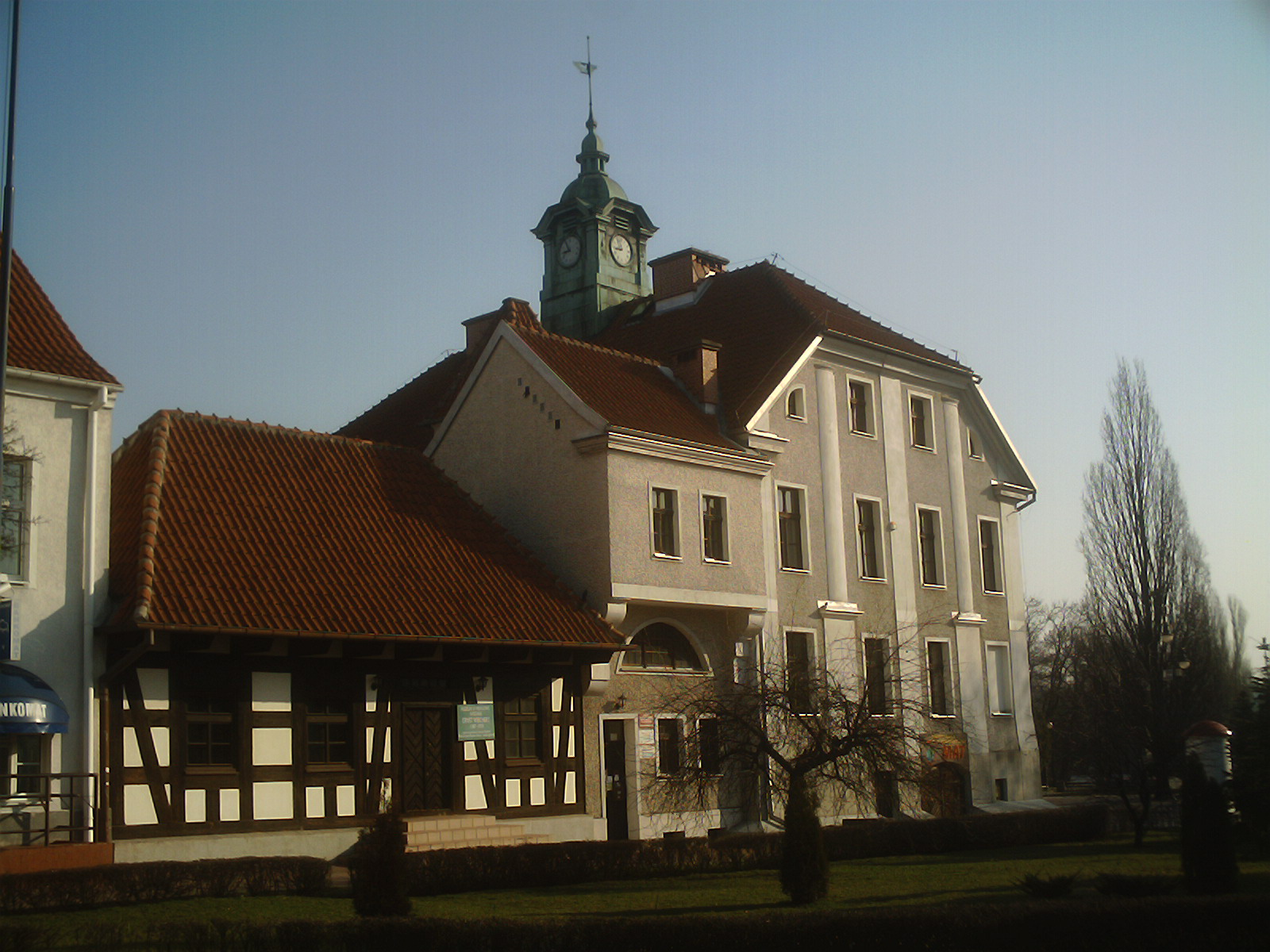
Widok na Ratusz od strony pl. M. Kajki
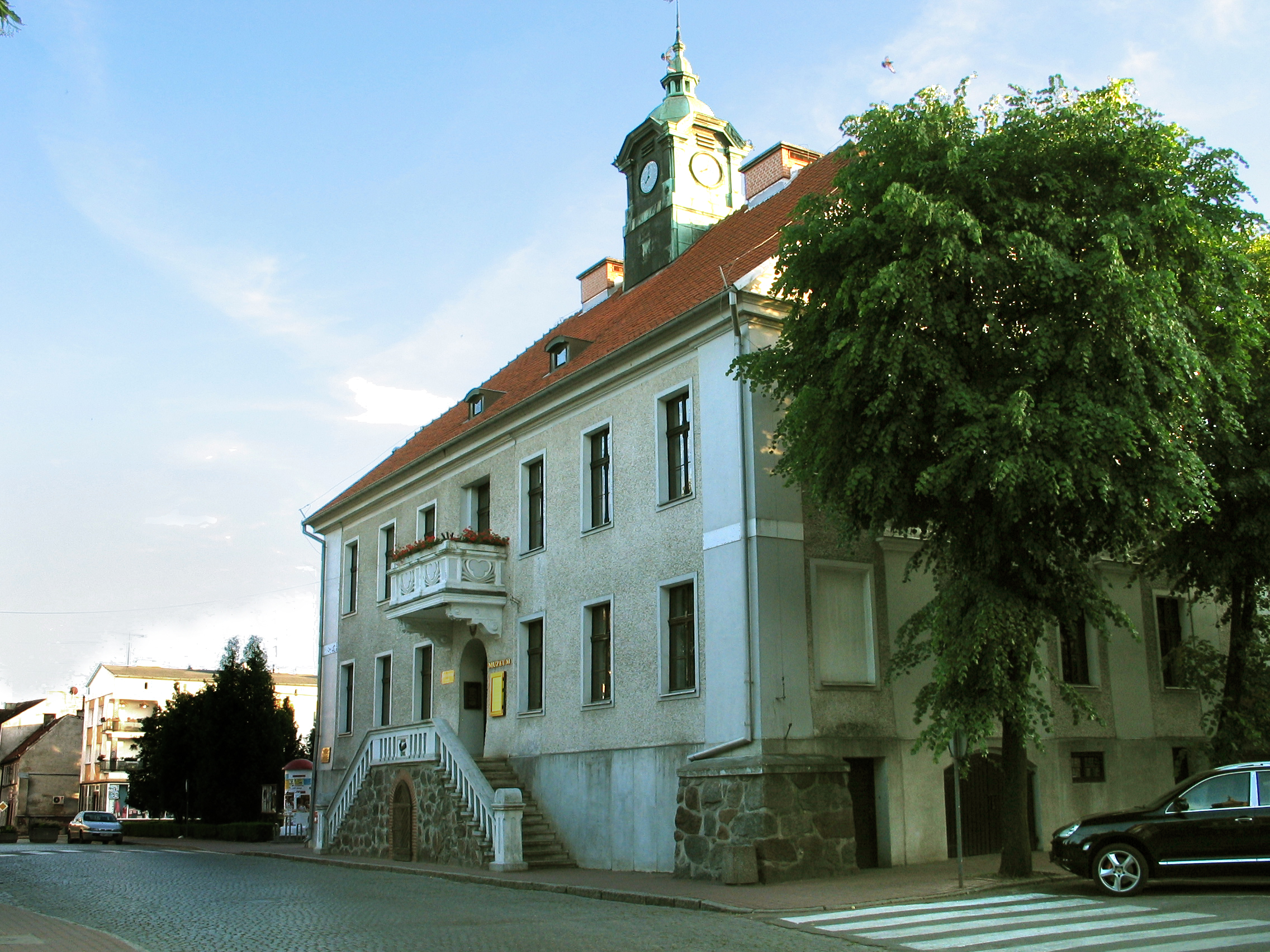
Widok na Ratusz od strony Małego Rynku